# Liste der Monuments historiques in Metz-Robert
Die Liste der Monuments historiques in Metz-Robert führt die Monuments historiques in der französischen Gemeinde Metz-Robert auf.

## Liste der Immobilien
| Bezeichnung                    | Beschreibung           | Standort              | Kennzeichnung | Schutzstatus | Datum | Bild           |
| ------------------------------ | ---------------------- | --------------------- | ------------- | ------------ | ----- | -------------- |
| Kirche Assomption-de-la-Vierge | ab dem 12. Jahrhundert | Rue Principale (Lage) | PA00078155    | Inscrit      | 1926  | weitere Bilder |

## Liste der Objekte
| Bezeichnung                                                       | Beschreibung                                  | Standort                                     | Kennzeichnung | Schutzstatus | Datum | Bild |
| ----------------------------------------------------------------- | --------------------------------------------- | -------------------------------------------- | ------------- | ------------ | ----- | ---- |
| Kirchenfenster                                                    | aus dem 16. Jahrhundert                       | in der Kirche Assomption-de-la-Vierge (Lage) | PM10001232    | Classé       | 1913  |      |
| Drei Gemälde: Marientod, Heiliger Andreas und Johannes der Täufer | Ölfarbe auf Holz, Anfang des 17. Jahrhunderts | in der Kirche Assomption-de-la-Vierge (Lage) | PM10005212    | Inscrit      | 2013  |      |